# Shoots and Ladders
«Shoots and Ladders» (рус. Ростки и лестницы) — песня американской ню-метал-группы Korn, выпущенная в виде сингла 30 июня 1995 года с их дебютного одноимённого альбома на лейбле Epic/Immortal. Это третий по счёту сингл выпущенный в 1995 году.
В некоторых живых выступлениях, песня следует за сокращенной версией кавер-версии «One» Metallica.

## Музыкальная составляющая
Название песни пародирует американскую детскую игру «Горы и лестницы» (англ. Chutes and Ladders) (в Великобритании игра называется «Змеи и лестницы») с текстом песни, по большому счету основанным на детских стишках. Это первая песня Korn, в которой используются волынки. В песне используются следующие считалочки:
- «Ring Around the Rosie»
- «One, Two, Buckle My Shoe»
- «London Bridge Is Falling Down»
- «Baa, Baa, Black Sheep»
- «This Old Man»
- «Mary Had a Little Lamb»

## Тема песни
Песня была написана, потому что все эти маленькие дети поют эти детские стишки, но не знают что эти стишки по-настоящему означают. Каждый так счастлив, когда поет «Ring Around the Rosie», но это про бубонную чуму. Все эти стишки имеют в основе мрачные истории. Весь текст песни состоит из этих детских стишков и считалок, и большинство этих стишков уходят корнями в Средние века. Они очень сильно меняют свой смысл, если вы знаете истории, стоящие за ними, такие как Чёрная смерть и прочее.— Джонатан Дэвис

## Видео
Как и клип на песню Blind (но с большим количеством деталей), видеоклип на песню Shoots and Ladders представляет собой выступление Korn перед оживленной публикой. Также в клипе можно увидеть Korn выступающих перед зданием, имитирующим средневековый замок. В клипе можно увидеть как Манки выходит из кукурузного поля с заклееным скотчем ртом, а Джонатана (в начале клипа) можно увидеть подвешенным вверх ногами. В видеоклипе показывается очень короткая часть из вступления, исполняемого на волынке. Видео было выпущено в октябре 1995.

## Успешность
Песня была номинирована на премию Грэмми в 1997 в категории «Лучшее метал исполнение». Это первая номинация группы в данной категории. Также песня заняла постоянное место в списке композиций, исполняемых на концертах Korn с самого начала до наших дней.

## Список композиций
- Промо CDESK 7116

1. «Shoots And Ladders» (радио-версия) — 3:39
2. «Sean Olsen» (радио-версия) — 4:45

- 10" The Dust Brothers Remixes XPR3028

Side A
1. «Shoots And Ladders» (Hip Hop Remix) — 4:21
2. «Shoots And Ladders» (Hyper Remix) — 2:28

Side B
1. «Shoots And Ladders» (Industrial Remix) — 3:50
2. «Shoots And Ladders» (Industrial Instrumental) — 3:58

- 7" US Immortal Sampler

Side A
1. The Urge — «Brainless» — 2:36
2. Korn — «Shoots And Ladders» (Country Remix) — 3:26

Side B
1. Far — «In The Aisle Of Yelling» — 3:10
2. Incubus — «Shaft» — 3:27

## Дополнительные факты
- Низкий голос на заднем плане во время припева является записью вокалиста группы Джонатана Дэвиса, повторяющего снова и снова «This is madness» (англ. ) — «Это безумие».